# 1970 no jornalismo
Nesta página encontrará referências aos acontecimentos directamente relacionados com o jornalismo ocorridos durante o ano de 1970.

## Nascimentos
| Data           | Nome             | Profissão             | Nacionalidade | Observações | Ref |
| -------------- | ---------------- | --------------------- | ------------- | ----------- | --- |
| 10 de Abril    | José Paulo Lanyi | jornalista            | Brasil        |             |     |
| 23 de Junho    | Alexandre Mota   | jornalista            | Brasil        |             |     |
| 25 de setembro | Hélter Duarte    | jornalista            | Brasil        |             |     |
| ?              | Jason Burke      | jornalista e escritor | Inglaterra    |             |     |

## Mortes
| Data          | Nome                     | Profissão                                                              | Nacionalidade | Observações | Ref |
| ------------- | ------------------------ | ---------------------------------------------------------------------- | ------------- | ----------- | --- |
| 10 de julho   | Augusto Meyer            | jornalista, ensaísta, poeta, memoralista e folclorista                 | Brasil        | n. 1902     |     |
| 22 de outubro | Aníbal Freire da Fonseca | advogado, jornalista, magistrado, professor e político, Imortal da ABL | Brasil        | n. 1884     |     |